# Sidestrand
Sidestrand é uma cidade e freguesia no distrito de North Norfolk em Norfolk, Inglaterra, cerca de 23,8 milhas (38,3 km) de Norwich. A paróquia tem uma área de 173 hectares e uma população de 370 pelo censo de 2001

## Transporte
A via principal é a B1159, que vai de Great Yarmouth até Cromer.

### Aeroporto
O Aeroporto Norwich está localizado 20,8 milhas (33,5 km) sul da povoado e oferece ligações aéreas directas entre o Reino Unido e a Europa.

## Igreja
A igreja de Sidestrand, denominada "São Miguel" (Saint Micheal),